# Rachel van Cutsen
Rachel van Cutsen (Spijkenisse, 8 juli 1984) is een Nederlandse rechtshandige badmintonster. Ze speelt sinds 2006 in de Franse competitie voor Grande–Synthe. De Zuid-Hollandse is ex-international van het Nederlandse damesteam, waarmee ze in februari 2008 tweede werd op het Europees Kampioenschap voor damesteams in Almere. In 2011 moest Rachel gedwongen stoppen vanwege een knieblessure.
Cutsen bereikte in 2006 en 2008 de finale van het Nederlands kampioenschap, maar verloor daarin van achtereenvolgens Mia Audina en Judith Meulendijks. Ze speelde in de Nederlandse competitie voor VELO. Van Cutsen volgt naast het badminton een economische studie op de Radboud Universiteit Nijmegen.

## Toernooizeges
- Computer Support Badminton A Circuit Brugge 2009
- Computer Support Badminton A Circuit Brugge 2009 dubbelspel (met Nathalie Descamps)
- Swedish Internationals dubbelspel (met Paulien van Dooremalen)
- Tsjechië International 2007
- Satellite Gorredijk 2004, 2007 en 2008